# Camp de Gurs
El camp de Gurs va ser un camp de refugiats construït pel govern francès el 1939, després de la caiguda de Catalunya i la fi de la Guerra Civil espanyola, al poble de Gurs, per tal d'acollir tots aquells que s'exiliaven voluntàriament d'Espanya per temor a les represàlies del franquisme. En començar la Segona Guerra Mundial, el govern francès hi va internar ciutadans alemanys i d'altres països, considerats aliats d'Alemanya, així com els francesos considerats perillosos per les seves idees polítiques i presos comuns.
Després de l'armistici firmat amb l'Alemanya Nazi el 1940 pel govern de Vichy, Gurs es va fer servir com a camp de concentració per a jueus de qualsevol nacionalitat, excepte la francesa, i per a persones perilloses per al Govern.
Després de l'alliberament de França, es van internar breument a Gurs presoners de guerra alemanys, combatents espanyols que havien participat en la resistència contra l'ocupació alemanya i col·laboracionistes francesos, abans del seu tancament definitiu el 1946.

## El camp
Després de la victòria de Franco sobre la República espanyola el 1939, nombrosos combatents, així com les seves famílies i altres persones que temien la represàlia franquista, van fugir cap a França; aquest fet es coneix en aquest país com "La Retirada" (el mot s'usa en català, castellà i en francès).
El Govern francès va construir diversos camps per acollir aquests refugiats. El camp més important va ser el de Gurs, ubicat al costat de la ciutat del mateix nom, al departament dels Pirineus Atlàntics, dins la regió d'Aquitània, a 84 quilòmetres a l'est de la costa atlàntica i a 34 quilòmetres al nord de la frontera espanyola.
Pel seu emplaçament es va escollir un turó allargat, amb el llom pla, de terra argilosa, la utilitat agrícola del qual era pràcticament nul·la: una mica de blat de moro i devesa per al ramat boví. La construcció va començar el 15 de març del 1939, i encara estava incompleta el 4 d'abril, data en què hi va arribar el primer grup de refugiats.

### Condicions
El camp feia uns 1.400 metres de llargada i 200 d'amplada, i tenia una superfície de 28 hectàrees. Un únic carrer el travessava. A ambdós costats d'aquest carrer es van encerclar parcel·les de 200 metres de llargada per 100 d'amplada, anomenades ilots ("illots"), set a un costat i sis a l'altre. Les parcel·les estaven separades del carrer entre elles per filferro dobles per la part de darrere, les quals formaven un passadís pel qual circulaven els guàrdies de l'exterior. A cada parcel·la es van muntar 30 barracons i en total n'hi havia 382. Aquest tipus de barracons havien estat inventats per l'exèrcit francès durant la Primera Guerra Mundial; estaven instal·lats prop del front però fora de l'abast de l'artilleria enemiga i servien per acollir durant uns quants dies els soldats que arribaven de les casernes i esperaven l'assignació de la trinxera que havien de defensar. Estaven construïts amb taulons de fusta molt prims i coberts amb tela embreada, i tots eren iguals i de mida idèntica. No tenien finestres ni cap altre tipus de ventilació. No protegien del fred i molt aviat la tela embreada es va anar deteriorant i va deixar entrar l'aigua de la pluja. No hi havia armaris i es dormia sobre sacs plens de palla col·locats sobre el sòl. Cada barracó tenia una superfície de 25 m² i a vegades de màxima ocupació del camp s'hi van arribar a allotjar 60 persones.
El menjar era escàs i pèssim; no hi havia serveis sanitaris, ni aigua corrent, ni sanejament; el camp no estava drenat. La zona, a causa de la proximitat amb l'Atlàntic, era molt plujosa, cosa que feia que el camp argilós fos (exceptuant els mesos d'estiu) un fangar permanent. Els reclusos construïen sendes per arreglar el problema del fang amb les poques pedres que trobaven. Alguns bocins de filferro es van estendre entre els barracons i els excusats per tal que fessin de barana i facilitessin el trànsit de les persones. A cada ilot hi havia lavabos rudimentaris, no gaire diferents dels abeuradors pels animals, i un taulat d'uns 2 metres d'altura, al qual s'hi accedia mitjançant esglaons i sobre el qual estaven construïts els excusats. Sota el taulat hi havia grans cubells que recollien els excrements, els quals eren transportats en carros fora del camp un cop omplerts. El clima era radicalment diferent al d'un camp de concentració; no hi va haver execucions ni sadisme per part dels guàrdies i els filats', tot i que tenien una alçada de 2 metres, no estaven electrificats ni hi havia torres de vigilància amb guàrdies apuntant amb metralladores als internats. Al voltant del camp es van construir les dependències per allotjar l'administració i el cos de guàrdia. L'administració i la custòdia del camp va estar sota comandament militar fins a la tardor del 1940, i va passar a l'administració civil en instal·lar-se el règim de Vichy.

## Internats

### Procedents d'Espanya
Els reclusos que van arribar d'Espanya van ser diferenciats en quatre grups amb denominacions franceses, aquí traduïdes al català: 
BrigadistesHavien format part de les Brigades Internacionals i van lluitar per la República espanyola. Per les seves nacionalitats (alemanya, austríaca, txeca, etc.) no els era possible tornar als països d'origen. Alguns van aconseguir fugir i molts altres van acabar per allistar-se a la legió estrangera francesa.
BascosEren gudaris (nacionalistes bascos) que havien sortit de l'encerclament de Santander i van ser traslladats per mar al bàndol republicà, on havien continuat lluitant fora de la seva terra. Per la proximitat de Gurs amb la seva terra d'origen, pràcticament tots van aconseguir trobar avals que els van permetre abandonar el camp i trobar treball i refugi a França.
AviadorsEren membres del personal de terra de l'aviació republicana. Com que tenien coneixements de mecànica pel seu ofici, els va resultar fàcil trobar empresaris francesos que els van donar feina, fet que els va permetre abandonar el camp.
EspanyolsEren agricultors i d'oficis poc reclamats. No tenien ningú a França que s'interessés per ells. Resultaven una càrrega per al govern francès que, per aquest motiu, els va animar, d'acord amb el govern franquista, a tornar a Espanya. Així ho van fer la gran majoria, que foren entregats a les autoritats franquistes a Irun, des d'on eren traslladats al camp de Miranda de Ebro per a la depuració de les seves responsabilitats polítiques.
Del 1939 a la tardor del 1940, l'idioma que va predominar al camp va ser el castellà. Els reclusos van crear una orquestra i van construir un camp d'esports. El 14 de juliol de 1939, festa nacional francesa, els 17.000 internats procedents d'Espanya es van formar marcialment en el camp d'esports, van cantar la Marsellesa i a continuació van oferir demostracions esportives i concerts corals i instrumentals.
Els alemanys de les Brigades Internacionals van editar un diari en alemany amb el nom de "Lagerstimme K.Z. Gurs" del qual hi va haver més de 100 edicions. Els habitants dels llocs propers podien apropar-se al camp i vendre aliments als reclusos. Durant algun temps, el comandant va permetre que unes dones recluses lloguessin un carro amb cavall, i les deixava sortir del camp i comprar provisions més econòmiques. Hi havia servei de correu i, també ocasionalment, es permetien les visites.